# Tere-Cholský chošún
Tere-Cholský chošún (rusky Тере-Хольский кожуун, tuvinsky Тере-Хөл кожуун) je administrativně-územní jednotka (chošún) v Republice Tuva v Ruské federaci. Administrativním centrem je selo Kungurtug.

## Geografie
Na severu sousedí s Kaa-Chemským chošúnem a na jihu s Erzinským chošúnem.
Tere-Cholský chošún se nachází na vršinách Balyktyg-Chema, na úpatí pohoří Sangilen. S Kyzylem je propojena pouze letadlem. Během léta lze využít spojení automobilem. Na úžemí chošúnu žilo k 1. lednu 2006 celkem 1 832 obyvatel. Obyvatelstvo čítá jen venkovské obyvatelstvo, protože v oblasti nejsou žádná města. Tere-Cholský chošún má nejmenší populaci v Tuvě. Chošún byl založen v roce 2003 vydělením území z Kyzylského chošúnu.

## Demografie
- 2002 — 1 835 obyv.
- 2004 — 1 810 obyv.
- 2005 — 1 805 obyv.
- 2006 — 1 832 obyv.
- 2007 — 1 819 obyv.
- 2008 — 1 830 obyv.
- 2009 — 1 852 obyv.
- 2010 — 1 882 obyv.
- 2011 — 1 875 obyv.
- 2012 — 1 860 obyv.
- 2013 — 1 859 obyv.
- 2014 — 1 852 obyv.
- 2015 — 1 875 obyv.
- 2016 — 1 879 obyv.

## Administrativní členění

### Městské a vesnické okresy
| №. | Městské a vesnické okresy | Administrativní centrum | Počet sídelních útvarů | Počet obyvatel | Rozloha [km2] |
| -- | ------------------------- | ----------------------- | ---------------------- | -------------- | ------------- |
| 1  | Sumon Balyktyg            | selo Tal                | 1                      | 96             |               |
| 2  | Sumon Kargy               | selo Beldir-Čazy        | 1                      | 149 ↗          |               |
| 3  | Sumon Šynaanskij          | selo Kungurtug          | 1                      | 1 462 ↗        | 7666,19       |
| 4  | Sumon Emi                 | selo Ottuk-Daš          | 1                      | 172            | 2382,57       |

### Sídelní útvary
| №. | Sídelní útvar | Rusky       | Typ sídelního útvaru | Počet obyvatel | Komunální útvar  |
| -- | ------------- | ----------- | -------------------- | -------------- | ---------------- |
| 1  | Beldir-Čazy   | Белдир-Чазы | vesnice (selo)       | 149 ↗          | Sumon Kargy      |
| 2  | Kungurtug     | Кунгуртуг   | vesnice (selo)       | 1 462 ↗        | Sumon Šynaanskij |
| 3  | Ottuk-Daš     | Оттук-Даш   | vesnice (selo)       | 172            | Sumon Emi        |
| 4  | Tal           | Тал         | vesnice (selo)       | 96             | Sumon Balyktyg   |